# Hutt (vallée)

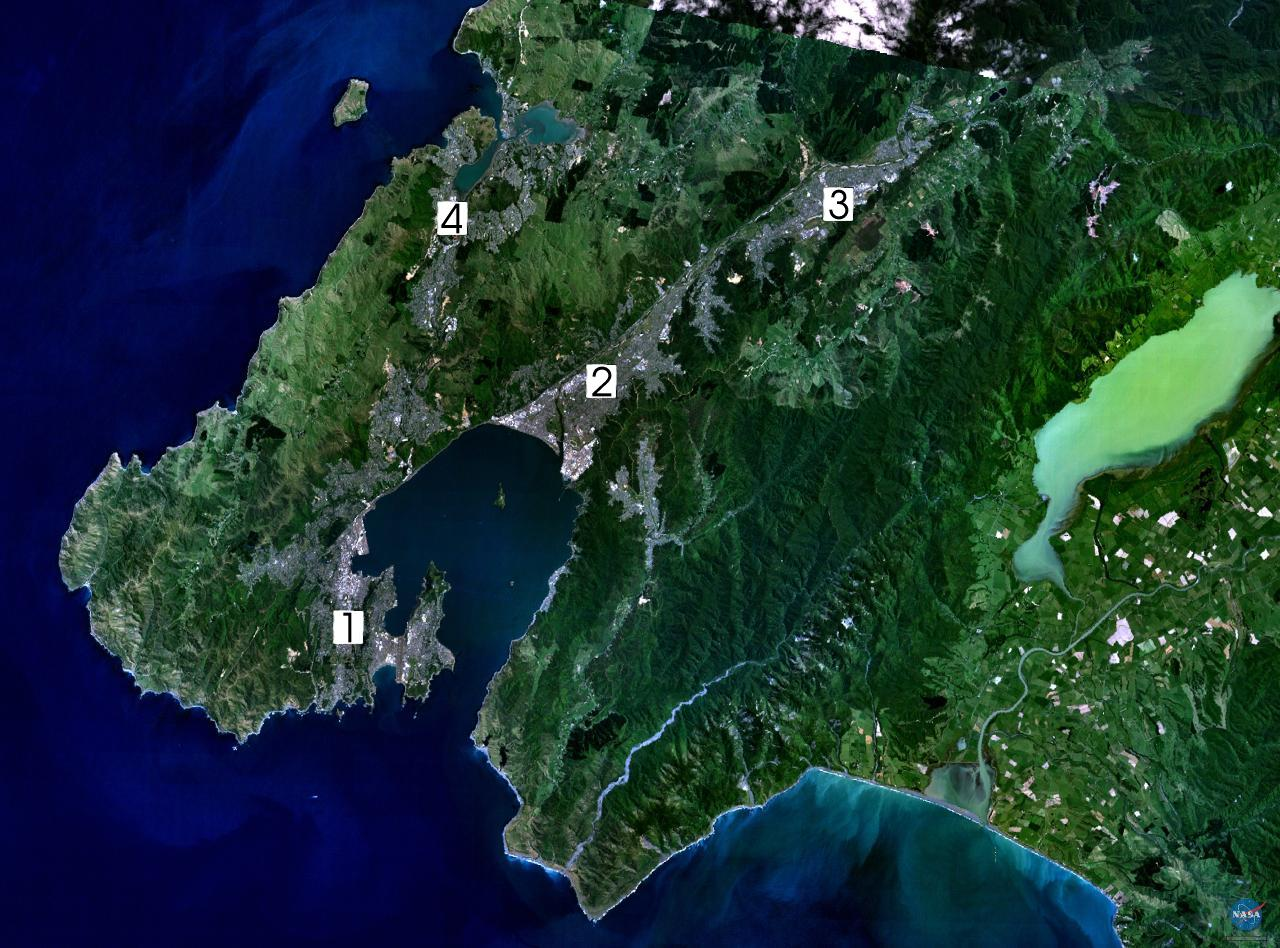
Les villes de ‘Lower’ et ‘Upper Hutt’ sont indiquées en 2 et 3 sur cette image satellite de la région de Wellington (image composite landsat-7)

La Hutt Valley est une large zone pratiquement plate, du fond de la vallée du fleuve Hutt située dans la région de Wellington dans l’Île du Nord de la Nouvelle-Zélande.

## Nom
Comme le fleuve, qui s‘y écoule, elle tire son nom de celui du Sir William Hutt, un directeur de la New Zealand Company dans les premiers temps de la colonisation de la Nouvelle-Zélande.

## Géographie
Le fleuve coule grossièrement le long du trajet d’une faille géologique, qui se continue vers le sud au-delà du détroit de Cook pour former le principal élément tectonique responsable de l’émergence de l’Île du Sud et en particulier des Alpes du Sud. Pour cette raison, le niveau des terres monte brutalement vers l’ouest de la rivière alors qu’à l’est, 2 plaines d’inondation se sont développées.
La plus haute des deux vallées est située entre15 km et 22 km de l’embouchure du fleuve.
En dessous de celle-ci, le fleuve est brièvement confiné par une gorge près de la ville de Taitā, avant que les terres ne s’ouvrent dans une longue plaine triangulaire, fermée par l’exutoire du fleuve formant le port de Wellington (en).
La basse vallée contient la ville de Lower Hutt, administrée par le conseil de la cité de Hutt (en), alors que la ville adjacente, plus large mais moins peuplée de Upper Hutt a son centre-ville dans la petite plaine située au-dessus des gorges de Taita.
La vallée forme la principale cité dortoir de la région urbaine de la capitale Wellington et est le siège d’industries manufacturières et d’industries lourdes, d’établissements d’éducation et de structures de loisirs ainsi que le camp motorisé de la région.
Bien que l’ensemble de la vallée fut déboisée et convertie en pâturage ou en maraîchage bien avant l’urbanisation du XXe siècle, un petit reste de la forêt native primitive est préservé au niveau de « Barton's Bush (en) » au sein du secteur de Upper Hutt.
À partir de la haute vallée, on peut accéder au parc forestier du Rimutaka.

## Histoire
La ville de Petone, sur la ligne de côte du mouillage de Wellington Harbour (en), fut proposée pour être le site initial de l’installation de la ville de Wellington par la New Zealand Company . Toutefois, alors qu’il avait été choisi, ce site s’avéra le lieu des débordements fréquents du fleuve, et les premiers colons furent relocalisés rapidement à l’emplacement, qui est actuellement celui de la cité de Wellington. Une petite colonie resta néanmoins sur le site de Petone dans la mesure où l’ensemble de la vallée semblait favorable pour l’exploitation agricole.
En 1846, il y eut des combats entre les tribus Māori et le Gouvernement, connus sous le nom de la « campagne de la vallée de Hutt (en) ».